# Michael Kann

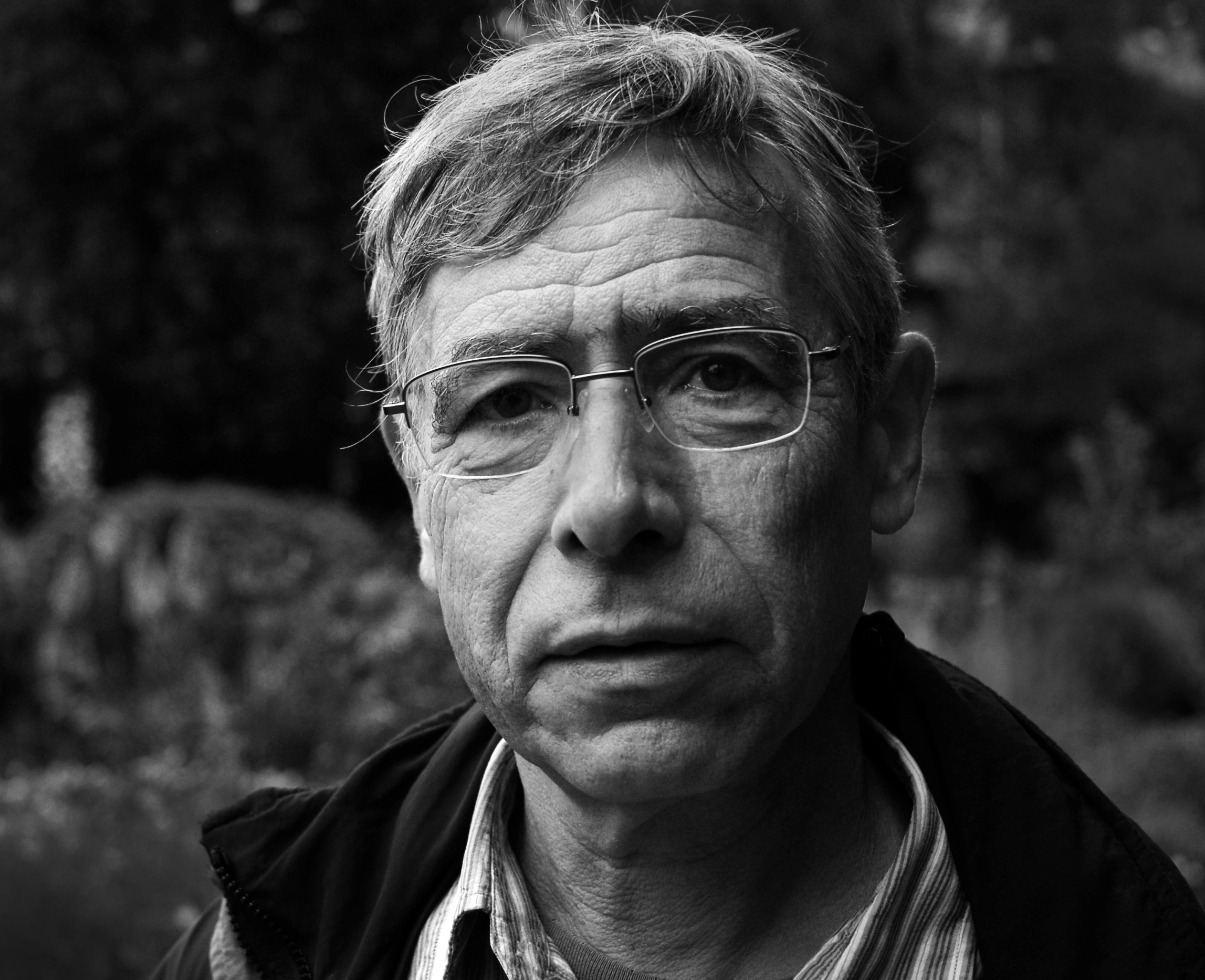
Michael Kann (2021)

Michael Kann (* 13. Januar 1950 in Berlin) ist ein deutscher Schauspieler und Regisseur.

## Leben
Michael Kann wurde als Sohn jüdischer Emigranten in Berlin geboren. Nach dem Besuch der Polytechnischen Oberschule absolvierte er eine Berufsausbildung als Facharbeiter für Kühlanlagenbau mit Abitur. Von 1968 bis 1971 studierte er an der Staatlichen Schauspielschule in Berlin. Nach dem Zeugnis der Bühnenreife war er seit 1975 am Deutschen Theater in Berlin als Schauspieler und Regieassistent engagiert.
Von 1975 bis 1979 studierte Michael Kann Regie an der Hochschule für Film und Fernsehen der DDR in Potsdam-Babelsberg. Seine Diplomarbeit ist der Film Natalja dir, dir Isaak mit Jenny Gröllmann. 1981 bekam er bei der DEFA einen Vertrag auf Probezeit als Regieassistent und wurde bei der internationalen Koproduktion „Die Mahnung“ von Juan Antonio Bardem eingesetzt. 1985 begleitete er als Co-Regisseur den tschechischen Märchenfilm „Eine zauberhafte Erbschaft“ und debütiert ein Jahr später als „DEFA-Nachwuchs-Regisseur“ mit dem Spielfilm Stielke, Heinz, fünfzehn….
Im Jahr 1987 schloss sich die nächste Arbeit an und es wurde die Gegenwartskomödie „Die Entfernung zwischen dir und mir und ihr“ fertiggestellt. Im Jahr 1988 veränderte sich das gesellschaftliche Klima in der DDR zusehends. Kanns Film erfuhr zustimmende, teils euphorische Presse, „Eine freche, provozierende Sprache...“ und wurde zum Kinoerfolg. Auch im Westen wurde der Film wahrgenommen. Beim Max-Ophüls-Preis in Saarbrücken im Januar 1989 erhielt der Film einen Preis. Bei den DDR-Filmtagen in Tübingen gewann er den westdeutschen Filmverleih (Arsenal Filmverleih) für die BRD-Auswertung. Es wurden aufgrund des Publikumserfolgs spontan zusätzliche Vorführungen eingeschoben. „Witzig-entlarvende Apercus auf die DDR-Gegenwart“, „Michael Kann hat seine Wilder, Lubitsch und Woody Allen genau angesehen“, „Kino als Probierhilfe für das Publikum, Multiple Choice für den Zensor“.
1992 realisierte Kann das Feature „1.Mai, ich suche dein Gesicht“ (Co-Regie Edgar Zahn) für die ARD-Sendeanstalt ORB. 1996 drehte er den Dokumentarfilm „Weine nicht, Ungarn“ (ARTE/MDR), der den ungarischen Aufstand von 1956 thematisiert. Der Film wurde von Magyar Televízió, ARTE und beim MDR in der Rubrik „Der besondere Dokumentarfilm“ ausgestrahlt.
Michael Kann arbeitete fortan frei als Dozent an der Hochschule der Künste Bremen, der Filmuniversität „Konrad Wolf“ (Potsdam-Babelsberg), der Schauspielschule Art Of Acting (Berlin) und der Hochschule für Musik und Theater „Felix Mendelssohn Bartholdy“ (Leipzig) und unterrichtet an der Medienwerkstatt Potsdam. Er leitete dort mehr als 15 Jahre pädagogische Filmprojekte für Kinder und Jugendliche wie zum Beispiel den Ferien-Workshop „Dreh Dein Ding“. Darüber hinaus realisierte er Filmworkshops im Filmmuseum Potsdam unter anderem für gehörlose Kinder und für Kinder mit Down-Syndrom.

## Privates
Michael Kann war von 1973 bis 1982 mit der Schauspielerin Jenny Gröllmann verheiratet. Später heiratete er die Schauspielerin Susanne Lüning.

## Filmografie
Darsteller
- 1971: Rottenknechte (Fernsehfilm, 5 Teile)
- 1971: Du und ich und Klein-Paris
- 1973: Der wunderbare Schatz
- 1975: Die schwarze Mühle
- 1977: Trini
- 1978: Der Staatsanwalt hat das Wort (Fernsehreihe, 1 Folge)
- 1980: Hotel Polan und seine Gäste (Fernseh-Mehrteiler)
- 1981: Bürgschaft für ein Jahr
- 1993: Polizeiruf 110: Blue Dream – Tod im Regen (Fernsehreihe)

Regie
- 1987: Stielke, Heinz, fünfzehn…
- 1988: Die Entfernung zwischen dir und mir und ihr
- 1992: 1.Mai, ich suche dein Gesicht (Co-Regie Edgar Zahn)
- 1996: Weine nicht, Ungarn

## Theater
- 1971: Friedrich Schiller: Der Parasit (Charles) – Regie: Herwart Grosse (Deutsches Theater Berlin – Kleine Komödie)
- 1972: Ulrich Plenzdorf: Die neuen Leiden des jungen W. – Regie: Horst Schönemann (Deutsches Theater Berlin)
- 1974: Carlo Goldoni: Die Sommerfrische – Regie: Wolfgang Heinz (Deutsches Theater Berlin)

## Hörspiele
- 1973: Nikolai Ostrowski: Pawels Lehrjahre (Klimka) – Regie: Andreas Scheinert (Hörspiel – Litera)
- 2003: Stefan Amzoll: Putze Polina – Regie: Wolfgang Rindfleisch (Hörspiel – DLR)

## Auszeichnungen
- 1989: 10. Max-Ophüls-Festival in Saarbrücken: Förderpreis der internationalen Jury für Die Entfernung zwischen dir und mir und ihr[9]